# Liste der Monuments historiques in Ville-aux-Bois
Die Liste der Monuments historiques in Ville-aux-Bois führt die Monuments historiques in der französischen Gemeinde Ville-aux-Bois auf.

## Liste der Immobilien
| Bezeichnung                    | Beschreibung            | Standort                  | Kennzeichnung | Schutzstatus | Datum | Bild           |
| ------------------------------ | ----------------------- | ------------------------- | ------------- | ------------ | ----- | -------------- |
| Kirche Assomption-de-la-Vierge | aus dem 12. Jahrhundert | Rue du Petit Étang (Lage) | PA00078301    | Classé       | 1984  | weitere Bilder |

## Liste der Objekte
| Bezeichnung      | Beschreibung                                                          | Standort                                     | Kennzeichnung | Schutzstatus | Datum | Bild |
| ---------------- | --------------------------------------------------------------------- | -------------------------------------------- | ------------- | ------------ | ----- | ---- |
| Kruzifix         | Holz, farbig gefasst, 16. Jahrhundert; bei einem Nachbarn eingelagert | in der Kirche Assomption-de-la-Vierge (Lage) | PM10004617    | Inscrit      | 1985  |      |
| Türbeschläge     | Schmiedeeisen, 12. Jahrhundert                                        | in der Kirche Assomption-de-la-Vierge (Lage) | PM10002850    | Classé       | 1985  |      |
| Tabernakel       | Holz, farbig gefasst, 18. Jahrhundert                                 | in der Kirche Assomption-de-la-Vierge (Lage) | PM10004616    | Inscrit      | 1985  |      |
| Taufbecken       | Kalkstein, 17. Jahrhundert                                            | in der Kirche Assomption-de-la-Vierge (Lage) | PM10004618    | Inscrit      | 1985  |      |
| Weihwasserbecken | Gusseisen, 17. Jahrhundert; zerbrochen                                | in der Kirche Assomption-de-la-Vierge (Lage) | PM10004619    | Inscrit      | 1985  |      |